# تیراندازی در المپیک تابستانی ۲۰۰۴
تیراندازی در بازی‌های المپیک تابستانی ۲۰۰۴ نام رویداد ورزش تیراندازی در بازی‌های المپیک تابستانی بود که در سال ۲۰۰۴ برگزار شد. ۳۹۰ ورزشکار از ۱۰۶ کشور در این مسابقات به رقابت با یک دیگر پرداختند. این مسابقات از ۱۷ بخش تشکیل شده بود (۱۰ عدد برای مردان و ۷ عدد برای زنان).

## جدول مدال‌ها
| رتبه | کشور                      | طلا | نقره | برنز | مجموع |
| ۱    | چین (CHN)                 | ۴   | ۲    | ۳    | ۹     |
| ۲    | روسیه (RUS)               | ۳   | ۴    | ۳    | ۱۰    |
| ۳    | آلمان (GER)               | ۲   | ۱    | ۰    | ۳     |
| ۳    | ایالات متحده آمریکا (USA) | ۲   | ۱    | ۰    | ۳     |
| ۵    | ایتالیا (ITA)             | ۱   | ۲    | ۰    | ۳     |
| ۶    | استرالیا (AUS)            | ۱   | ۰    | ۱    | ۲     |
| ۶    | بلغارستان (BUL)           | ۱   | ۰    | ۱    | ۲     |
| ۸    | مجارستان (HUN)            | ۱   | ۰    | ۰    | ۱     |
| ۸    | اوکراین (UKR)             | ۱   | ۰    | ۰    | ۱     |
| ۸    | امارات متحده عربی (UAE)   | ۱   | ۰    | ۰    | ۱     |
| ۱۱   | کره جنوبی (KOR)           | ۰   | ۲    | ۱    | ۳     |
| ۱۲   | جمهوری چک (CZE)           | ۰   | ۱    | ۱    | ۲     |
| ۱۳   | فنلاند (FIN)              | ۰   | ۱    | ۰    | ۱     |
| ۱۳   | هند (IND)                 | ۰   | ۱    | ۰    | ۱     |
| ۱۳   | صربستان و مونته‌نگرو (SCG) | ۰   | ۱    | ۰    | ۱     |
| ۱۳   | اسپانیا (ESP)             | ۰   | ۱    | ۰    | ۱     |
| ۱۷   | جمهوری آذربایجان (AZE)    | ۰   | ۰    | ۲    | ۲     |
| ۱۸   | اتریش (AUT)               | ۰   | ۰    | ۱    | ۱     |
| ۱۸   | بلاروس (BLR)              | ۰   | ۰    | ۱    | ۱     |
| ۱۸   | کوبا (CUB)                | ۰   | ۰    | ۱    | ۱     |
| ۱۸   | کره شمالی (PRK)           | ۰   | ۰    | ۱    | ۱     |
| ۱۸   | اسلواکی (SVK)             | ۰   | ۰    | ۱    | ۱     |

## کشورهای شرکت کننده
فهرست زیر فهرست شرکت کنندگان در این رقابت‌ها است که اعدادی که در داخل پرانتز وجود دارد، تعداد ورزشکارانی که از آن کشور در این مسابقات شرکت کرده‌اند را نشان می‌دهد.
| - آندورا (۱) - آرژانتین (۳) - ارمنستان (۱) - استرالیا (۲۱) - اتریش (۵) - جمهوری آذربایجان (۲) - بحرین (۱) - بنگلادش (۱) - باربادوس (۱) - بلاروس (۹) - بلژیک (۱) - بولیوی (۱) - بوسنی و هرزگوین (۱) - برزیل (۱) - بلغارستان (۳) - کانادا (۲) - شیلی (۱) - چین (۲۶) - چین تایپه (۲) - کلمبیا (۳) - کاستاریکا (۱) - کرواسی (۱) - کوبا (۸) - قبرس (۲) - جمهوری چک (۸) - دانمارک (۵) - جمهوری دومینیکن (۱) - اکوادور (۱) - مصر (۵) - السالوادور (۱) - استونی (۱) - فیجی (۱) - فنلاند (۶) - فرانسه (۸) - گرجستان (۱) - آلمان (۲۰) | - بریتانیای کبیر (۶) - یونان (۱۱) - گواتمالا (۱) - هنگ کنگ (۱) - مجارستان (۸) - هند (۸) - اندونزی (۱) - ایران (۱) - ایرلند (۱) - اسرائیل (۲) - ایتالیا (۱۳) - جامائیکا (۱) - ژاپن (۹) - قزاقستان (۴) - کره شمالی (۳) - کره جنوبی (۱۶) - کویت (۵) - قرقیزستان (۱) - لتونی (۱) - لبنان (۱) - لیختن‌اشتاین (۱) - لیتوانی (۱) - مقدونیه (۱) - مالزی (۲) - مالت (۱) - مکزیک (۱) - مولداوی (۱) - موناکو (۱) - مغولستان (۱) - نامیبیا (۱) - نپال (۱) - هلند (۳) - نیوزیلند (۲) - نیکاراگوئه (۱) - نروژ (۵) | - عمان (۱) - پاکستان (۱) - پرو (۱) - فیلیپین (۱) - لهستان (۵) - پرتغال (۲) - پورتوریکو (۱) - قطر (۲) - رومانی (۲) - روسیه (۲۴) - سان مارینو (۲) - عربستان سعودی (۱) - صربستان و مونته‌نگرو (۳) - سنگاپور (۱) - اسلواکی (۳) - اسلوونی (۱) - آفریقای جنوبی (۱) - اسپانیا (۴) - سری‌لانکا (۱) - سوئد (۸) - سوئیس (۵) - سوریه (۱) - تاجیکستان (۱) - تایلند (۲) - ترینیداد و توباگو (۱) - ترکیه (۱) - ترکمنستان (۱) - اوکراین (۱۱) - امارات متحده عربی (۲) - ایالات متحده آمریکا (۲۱) - ازبکستان (۲) - ونزوئلا (۱) - ویتنام (۱) - جزایر ویرجین (۱) - زیمبابوه (۱) |